# Зильберштейн, Ицхок
Ицхок Зильберштейн (ивр. יצחק זילברשטיין‎, род. 1934, Бендзин) — израильский раввин, посек, авторитет в области медицинской этики (с точки зрения Галахи). Аб-бет-дин в одном из районов Бней-Брака, рош-колель (то есть глава колеля) в Холоне, раввин больницы в Бней-Браке.

## Биография
Родился в Польше в раввинской семье, которая переехала вскоре в Палестину. Учился в ешиве в Иерусалиме.

### Семья
Женат вторым браком. Два сына (оба известные раввины) и дочь.

## Избранная библиография
- Aleinu L’shabayach — 6 томов на иврите, 3 переведены на английский[5]
- Tuvcha Yabi’u — 2 тома, иврит
- Barchi Nafshi — не менее 3 томов
- Chashukei Chemed
- Toras Hayoledes («Закон вынашивающей женщины»)